# 버니바 부시
버니바 부시(Vannevar Bush, /væˈniːvɑr bʊʃ, 1890년 3월 11일 ~ 1974년 6월 30일)는 미국의 기술자이자 아날로그 컴퓨터의 선구자이다. 역사적으로 부시는 2차 세계 대전에서 원자 폭탄을 개발한 맨해튼 계획을 관리하고 추진한 주역 중 한 사람이었으며 메멕스(MEMEX)라고 불리는 기억 확장기 개념을 최초로 주창하여 현재 인터넷과 하이퍼텍스트의 발전에 영감을 준 과학 사상가였다.

## 생애
미국 매사추세츠주 에버렛에서 출생하였으며 터프츠 대학교를 1913년에 졸업하였다. 하버드 대학교와 MIT에서 1917년에 공학 박사 학위를 받았다. 제1차 세계 대전 중에는 미국의 국가연구위원회에서 잠수함을 탐지하는 기술 개발을 하였다. 이후 1919년에 MIT의 전기공학과에 재직하였으며 1923년에서 1932년까지 교수로 활동하였다. 이때 그는 아날로그 컴퓨터인 미분 해석기(Differential Analyser)를 만들었으며, 이 기계는 최대 18개의 독립 변수를 계산할 수 있었다. 이 계획은 후에 록펠러 재단의 지원을 받게 된다. 록펠러 미분 해석기는 1942년부터 실용성을 갖는 수준에 이르렀으며, 당시 가장 강력한 계산기였으며, 콘라드 주제가 최초로 컴퓨터를 발명하기 이전 세대에서 가장 큰 혁신적인 결과물이었다. 이때 그의 제자 중 한 명이었던 클로드 섀넌(Claude Shannon)이 디지털 회로 디자인 이론을 개발 하였다. 1932년부터 1938년 사이에 부시는 MIT의 공과 대학 학장이자 부총장으로 근무하였다.
1937년부터 MIT에서 navy comparator를 개발했다. 이어진 rapid selector에 대한 부시의 청사진은 대량의 데이터베이스 처리, 과학 기술용 계산을 목적으로 한 계산기였다. 그러나 부시가 카네기 재단의 회장으로 1938년 선임되면서 이 계획은 구심점을 잃었지만, 1940년 계획의 완료가 발표되었으며, 1942년 특허를 얻었으며, 1950년대에 미국 도서관에 설치된다.
1939년 부시는 미국 국가방위연구위원회(NDRC)의 의장이 되며, 1941년 과학 연구 개발 부서(O.S.R.D.)의 부장이 된다. O.S.R.D. 은 2차 세계 대전 중의 모든 개발 계획을 조정했으며, 이중에는 원자 폭탄을 개발하기위한 맨해튼 계획도 포함된다. 부시는 레이다의 개선, 음파 탐지기 (Sonar) 개발의 책임이 있으며, 미국 방위산업체인 레이시온의 설립에도 참여하였다.

## 메멕스
제2차 세계 대전이 끝나기 직전인 1945년 7월, 버니바 부시는 1939년에 써 두었던 〈우리가 생각하는 대로〉(As we may think)라는 글을 더 애틀란틱에 발표한다. 이 글에서 ‘메멕스’(Memex, Memory Extender)라는 가상의 기계를 소개한다. 이 선구적인 글은 많은 사람의 주목을 끌었으며, 현재 우리에게 익숙해져 있는 개인용으로 사용되는 정보 처리 기계 및 인간과 컴퓨터 간의 인터페이스에 대한 최초의 묘사로 여겨지고 있다. 부시는 더글러스 엥겔바트, J.C.R. 리클라이더, 이반 서덜랜드 등 한 세대에 걸친 컴퓨터 과학자들에게 영감을 주어 현대 정보 사회가 성립하는 데에 촉매 역할을 한 것으로 기억된다.

## 같이 보기
- 메멕스
- 우리가 생각하는 대로 (As We May Think)
- 하이퍼 텍스트
- 테드 넬슨
- 더글라스 엥겔바트
- 이반 서덜랜드